# Bessåsagöl
Bessåsagöl är en sjö i Vaggeryds kommun i Småland och ingår i Lagans huvudavrinningsområde. Sjön är 7,3 meter djup, har en yta på 0,04 kvadratkilometer och är belägen 246 meter över havet.